# Igor Matusjkin
Igor Matusjkin, född 27 januari 1965 i Tjeljabinsk är en vitrysk före detta ishockeyspelare och nuvarande tränare.
Matusjkin inledde sin professionella ishockeykarriär i Traktor Tjeljabinsk säsongen 1984/1985 i RSL, med vilka han spelade för under fem säsonger. Inför säsongen 1991/1992 skrev han på för ligakonkurrenten HK Dinamo Minsk. Efter två säsonger i Minsk flyttade Matusjkin till Sverige och Bodens IK. Efter två säsonger i Boden bytte han förening till Kiruna IF och gjorde även sina första matcher i Vitrysslands landslag.
Efter detta följde spel i ett antal svenska klubbar, med undantag för en säsong i Tyskland, i bland annat IF Björklöven, Timrå IK och Luleå HF. Matusjkin avslutade sin spelarkarriär i Vännäs HC efter säsongen 2009/2010, ett lag som han sedan blev huvudtränare för kommande säsong. Det var inte första laget han var tränare i, utan under ett spelaruppehåll säsongen 2005/2006 var Matusjkin assisterande tränare för allsvenska Björklöven.
Under säsongen 2010/2011 var han general manager i KHL-laget Dinamo Minsk. Från säsongen 2013/2014 är han huvudtränare för Vännäs HC.